# Di thần Ấn
Anisomeles indica, tên gọi phổ thông di thần Ấn, phòng phong thảo, hy kiểm, thiến thảo, là một loài thực vật có hoa trong họ Hoa môi. Loài này được (L.) Kuntze mô tả khoa học đầu tiên năm 1891.

## Hình ảnh

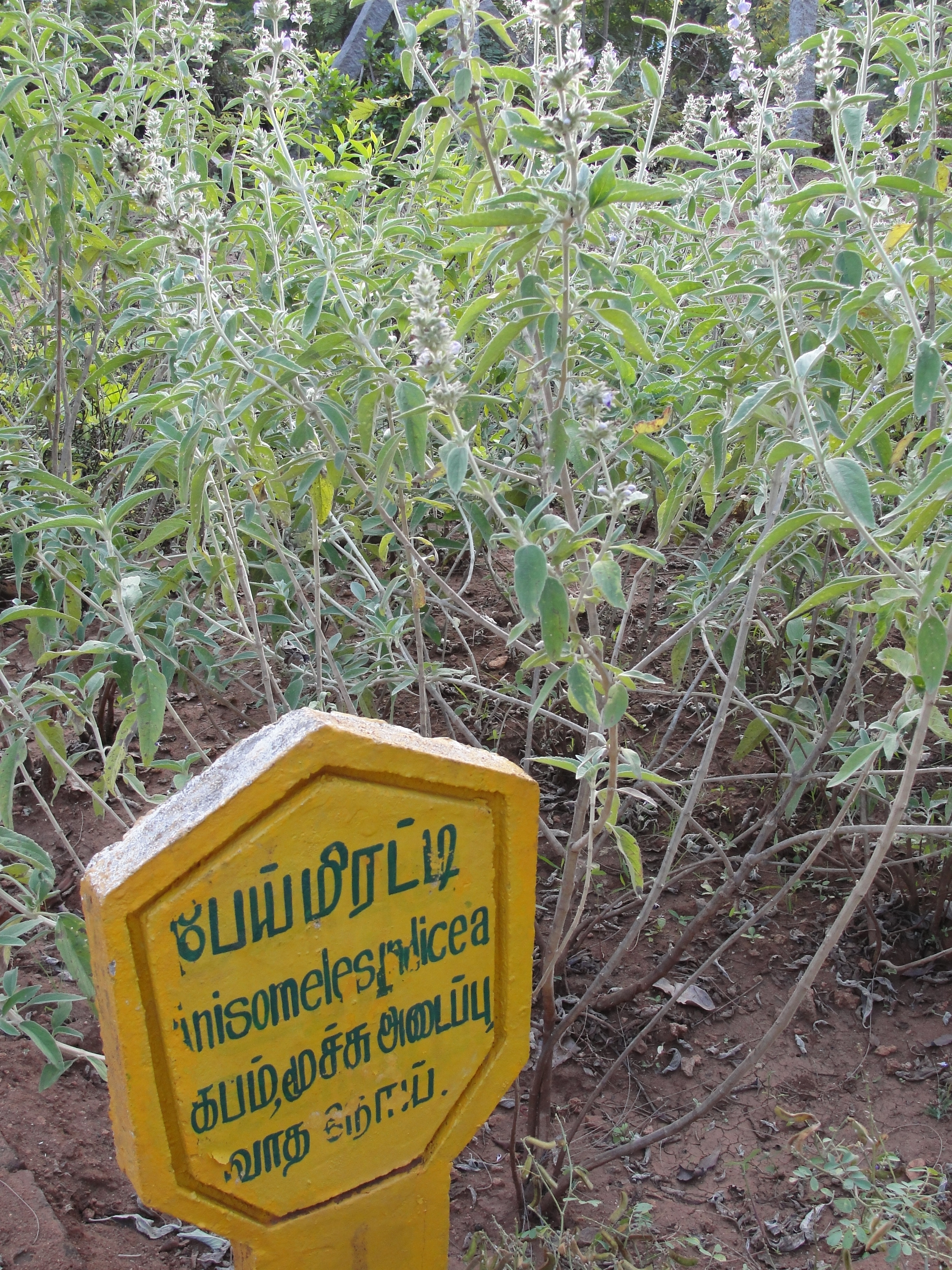
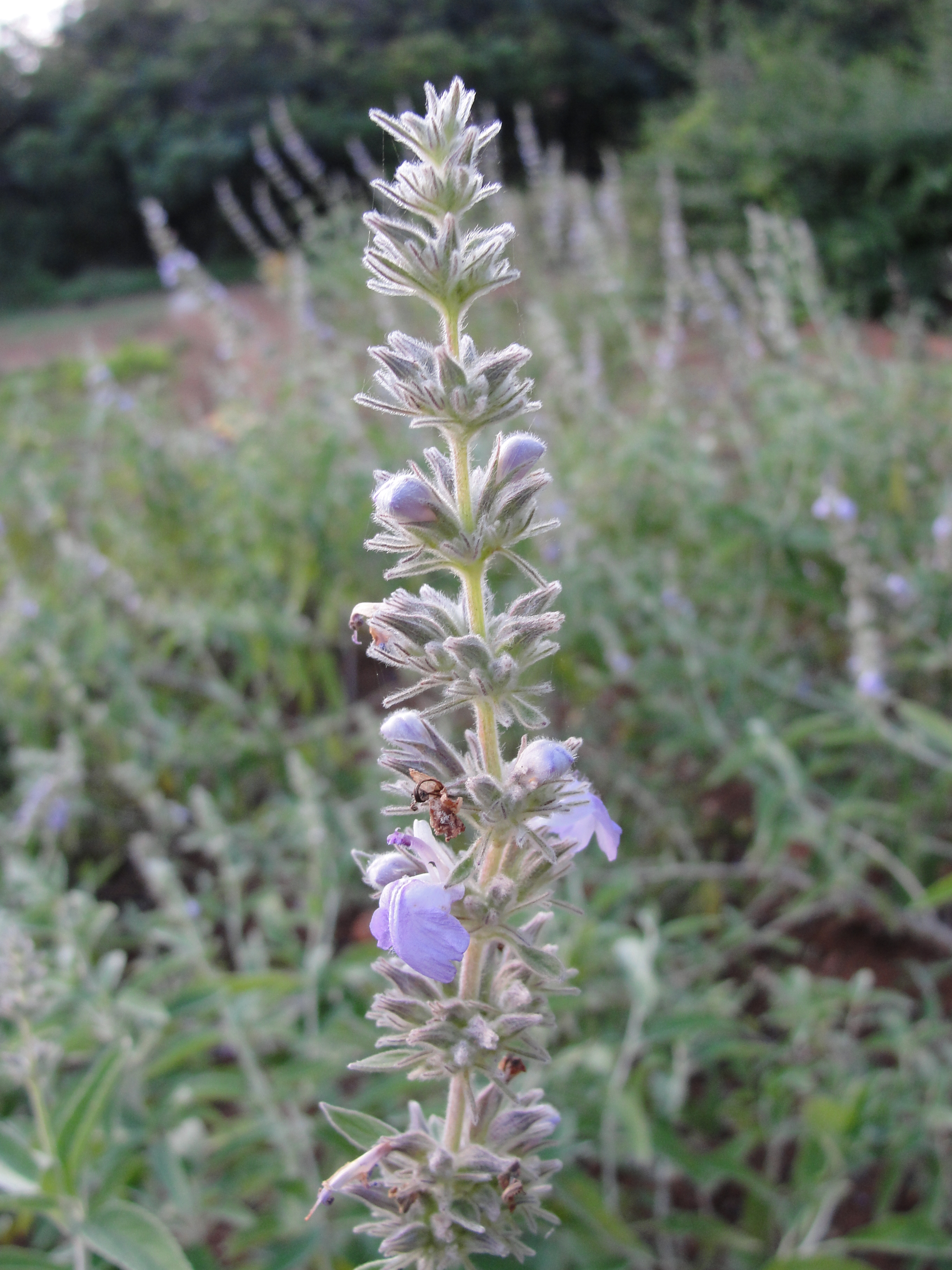
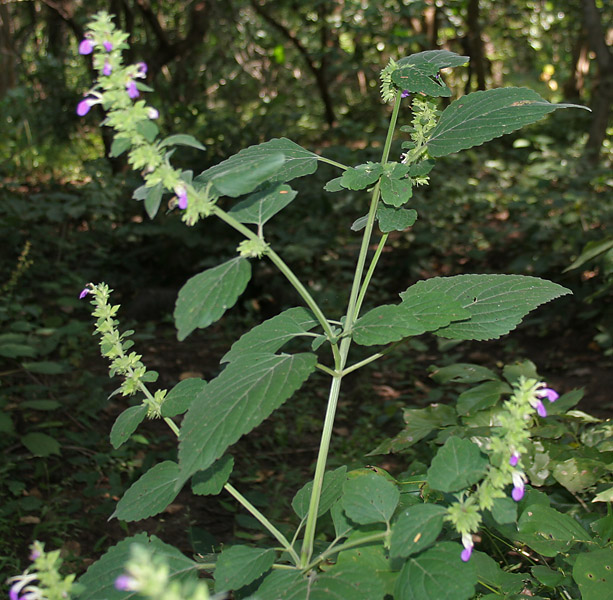
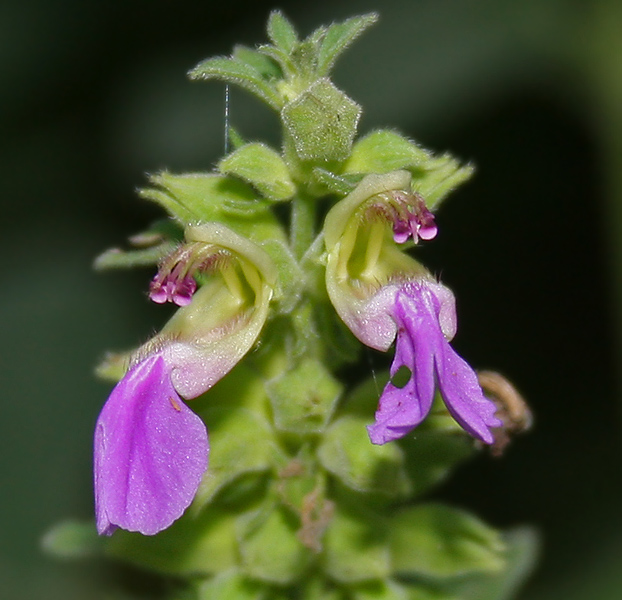